# Parafia Nawiedzenia Najświętszej Maryi Panny w Małkowicach
Parafia Nawiedzenia Najświętszej Maryi Panny w Małkowicach − parafia rzymskokatolicka znajdująca się w archidiecezji przemyskiej w dekanacie Żurawica.

## Historia
Małkowice były wzmiankowane już w XV wieku. Miejscowi grekokatolicy w 1757 roku zbudowali drewnianą cerkiew, która została zniszczona podczas I wojny światowej. W latach 20. XX wieku rozpoczęto budowę murowanej cerkwi, którą poświęcono 9 września 1939 roku pw. Eliasza Proroka. W 1939 roku we wsi było 1 170 mieszkańców (w tym: 1 020 Ukraińców, 100 Polaków, 70 ukraińskich rzymsko-katolików, 100 Żydów). 
W nocy z 17 na 18 kwietnia 1945 roku polscy partyzanci z LSB wymordowali 116 Ukraińców. Po wysiedleniu grekokatolików, przybyli polscy repatrianci. Na kościół filialny zaadaptowano dawną cerkiew.
W 1951 roku dekretem bpa Franciszka Bardy została erygowana ekspozytura, z wydzielonego terytorium parafii Żurawica. .
W 1952 roku prymas abp Stefan Wyszyński nadał kościołowi tytuł Nawiedzenia Najswiętszej Maryi Panny.
W 1984 roku w Duńkowiczkach rozpoczęto budowę murowanego kościoła filialnego, według projektu arch. inż. Władysława Pisza, który poświęcono pw. św. Maksymiliana Marii Kolbego.
Na terenie parafii jest 1 243 wiernych (w tym: Małkowice – 900, Duńkowiczki – 343).
Proboszczowie parafii:
1951–1956. ks. Stanisław Kościński (ekspozyt).
1956. ks. Jan Obara (ekspozyt).
1956–1959. ks. Florian Zając (ekspozyt).
1959–2000. ks. Jerzy Blira (ekspozyt).
2000–2002. ks. Adam Hus.
2002– nadal ks. Jerzy Sowa.